# Copris coriarius
Copris coriarius är en skalbaggsart som beskrevs av Gillet 1907. Copris coriarius ingår i släktet Copris och familjen bladhorningar. Inga underarter finns listade i Catalogue of Life.